# La bianca colomba
La bianca colomba (La blanca paloma) è un film del 1989 diretto da Juan Miñón.